# اهلشاید
اهلشاید (به آلمانی: Ehlscheid) یک شهر در آلمان است که در Neuwied واقع شده‌است. اهلشاید ۱٬۲۴۳ نفر جمعیت دارد.